# José Manuel Alvelo
José Manuel Alvelo Parredo, otras fuentes indican el segundo apellido como Berredo (Lugo, 4 de mayo de 1962), es un exfutbolista gallego que jugaba en la demarcación de centrocampista.

## Trayectoria
Alvelo formó parte de una de las generaciones más prodigiosas de la cantera celeste. Llegó al primer equipo, de aquellas en Segunda División, en la temporada 1983/84, jugando en su primer año con el Celta entrenado por Félix Carnero 32 partidos, y marcando 2 goles.
La temporada 1984/85 sería una de las mejores a nivel personal ya que colaboraría con 6 goles al ascenso del Celta a Primera División, donde realizaría un mal año, consumándose el descenso a Segunda División al final de la temporada.
Sin embargo recuperaría la categoría en solo un año, algo conseguido por muy pocos equipos, volviendo a ser Alvelo uno de los jugadores más importantes, disputando 37 encuentros y marcando 2 goles, uno de ellos fundamental en el play-off de ascenso.
El año de vuelta a la primera categoría sería un mal año para Alvelo, que comenzaría como titular pero que iría perdiendo importancia a lo largo de la temporada, aunque al final de la misma recuperó parte de su estatus dentro del equipo. Este año además el Celta haría muy buen papel, estando a punto de clasificarse para la Copa de la UEFA finalizando la liga en séptima posición. Alvelo jugaría un total de 29 encuentros.
José Manuel Alvelo jugó su último partido el 20 de agosto de 1988 en el Trofeo Ciudad de Vigo contra el Botafogo brasileño. Pocas horas después sufrió un accidente de tráfico que le produjo una fractura de vértebras cervicales y una lesión medular irreversible.
Alvelo celebrará la victoria, primero con su novia y después se trasladó a Sangenjo con unos amigos, durante el viaje de retorno se produjo el fatal accidente. El Peugeot 205 golpeó contra el borde de la calzada y acabó chocando contra un muro.
Internado en un primer momento en el hospital vigués de Nuestra Señora de Fátima y ante la falta de disponibilidad de camas en la unidad de parapléjicos de La Coruña, se optó por trasladarlo a Toledo al Centro Nacional de Rehabilitación de Parapléjicos, donde le diagnosticaron:

José Manuel Alvelo tiene una lesión medular nivel C6 por fractura-luxación vertebral C6-C7. Se encuentra consciente y sus constantes hemodinámicas y respiratorias son aceptables. La lesión medular, desde el punto de vista neurológico, puede considerarse irreversible.

El 28 de diciembre se celebró un partido de homenaje en el que se enfrentaron la Selección española de fútbol de Zubizarreta, Martín Vázquez, Larrañaga, Julio Salinas o Butragueño y el Celta de Vigo de sus antiguos compañeros. El presidente del Celta José Luis Rivadulla le impuso la primera Medalla de Oro del Club.

## Clubes
| Club                | País   | Año       |
| ------------------- | ------ | --------- |
| Gran Peña Celtista  | España | 1981-1983 |
| R. C. Celta de Vigo | España | 1983-1988 |

## Premios y reconocimientos
- En 2013 la Junta de Galicia le otorgó la medalla al Mérito Deportivo.[3]